# Air Jordan (фільм)
«Air Jordan» — художній фільм режисера Бена Аффлека. Головні ролі виконали Метт Деймон, Бен Аффлек та Віола Девіс.
Прем'єра фільму відбулася на сервісі Amazon.

## Сюжет
В основі сюжету історія про те, як Сонні Ваккаро, консультант з  баскетболу фірми Nike та співзасновник компанії Nike Філ Найт у середині 80-х років минулого століття підписали контракт із багатообіцяючим спортсменом Майклом Джорданом, що на той час здавалося неможливим, але стало найзначнішим співробітництвом між спортивним брендом і спортсменом і започаткувало глобальну індустрію кросівок з багатомільярдним обігом.
В основу фільму покладено реальні події. Сонні Ваккаро, головний герой фільму, у 1984 році підписав доленосний контракт з Джорданом. Відтоді фірма  Nike випустила 37 моделей кросівок Air Jordan та створила кілька модифікованих лінійок. 

## У ролях
- Метт Деймон — Сонні Ваккаро[en]
- Бен Аффлек — Філ Найт
- Джейсон Бейтман — Роб Штрассер
- Віола Девіс — Делоріс Джордан
- Кріс Такер — Говард Вайт
- Марлон Веянс — Джордж Равелінг
- Кріс Мессіна — Девід Фальк
- Джоель Гретч — Джон О’Ніл
- Ґустаф Скашгорд — Горст Дасслер

## Виробництво
Бен Аффлек, Метт Деймон та Алекс Конвері у 2021 році написали сценарій, який очолив список кращих нереалізованих сценаріїв року. В акторський склад увійшли, крім Аффлека і Деймона, Віола Девіс, Джейсон Бейтман, Кріс Такер, Кріс Мессіна і Джуліус Теннон.
Зйомки фільму почалися влітку 2022.